# Милениъм Бридж
Милениъм Бридж (на английски: Millennium Bridge) е пешеходен висящ мост над река Темза в Лондон, Англия, свързващ районите Бенксайд на южния бряг и Сити на северния бряг.
Строежът на моста започва през 1998 година, а официалното му откриване е на 10 юни 2000 година. Собственост е на „Бридж Хаус Истейтс“ – организация с нестопанска цел под надзора на Лондонската община.
В близост до северния край на моста се намира катедралата „Свети Павел“, а до южния – музеят „Тейт Модърн“ и театърът „Глобус“.
Обикновено мостовете през река Темза се нуждаят от разрешение от парламента. За този конкретен проект това не се налага поради получено разрешение за планиране, получено от Лондонското Сити и района Садърк от страна на лондонските пристанищни власти Construction began in late 1998 and the main works were started on 28 April 1999 by Monberg & Thorsen and Sir Robert McAlpine. Строителството възлиза на около 18,2 милиона паунда (2,2 милиона преразход), заплатени основно от нарочно създадената комисия за хилядолетието (на английски: Millennium Commission) и тръста Лондон бридж.